# روبرت اسمیت کلوین

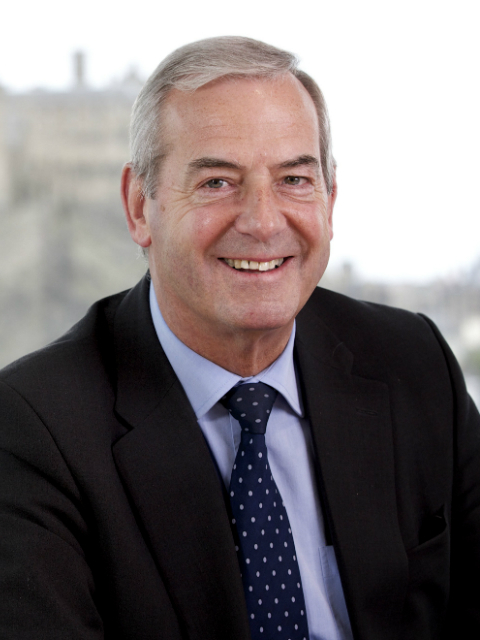
روبرت اسمیت کلوین (به انگلیسی: Robert Smith Kelvin) (زاده ۸ اوت ۱۹۴۴) کارآفرین، حسابدار و مدیر ارشد اجرایی بریتانیایی اسکاتلندی‌تبار است، که در حال حاضر به‌عنوان رییس هیئت مدیره شرکت اس‌اس‌ای و گروه ویر فعالیت می‌کند.